# Veronica Mars (film)
Cet article concerne le film de Rob Thomas. Pour la série télévisée, voir Veronica Mars.
Pour plus de détails, voir Fiche technique et Distribution.
Veronica Mars est un film américain coécrit et réalisé par Rob Thomas, sorti en 2014. C'est la suite de la série télévisée du même nom.
Il présente la particularité d'avoir été développé via un financement participatif par les fans de la série, qui réclamaient une conclusion après son arrêt soudain.

## Synopsis
Neuf ans après, Veronica Mars est sur le point de devenir avocate à New York. Elle est toujours avec Stosh « Piz » Piznarski. Elle retourne cependant à Neptune pour aider Logan Echolls qui est accusé du meurtre de son ex-petite-amie, Bonnie DeVille. Elle en profite pour revoir ses amis, Wallace et Mac, et assiste à la réunion des dix ans de la fin de son lycée Neptune High.

## Fiche technique
- Titre original et français : Veronica Mars
- Réalisation : Rob Thomas
- Scénario : Rob Thomas et Diane Ruggiero
- Direction artistique : Elizabeth Cummings
- Décors : Cindy Coburn
- Costumes : Genevieve Tyrrell
- Photographie : Ben Kutchins
- Montage : Daniel Gabbe
- Musique : Josh Kramon
- Production : Kristen Bell, Dan Etheridge, Danielle Stokdyk et Rob Thomas ; Guilherme Omena (associé)
- Société de production : Rob Thomas Productions
- Société de distribution : Warner Bros. Digital Distribution
- Budget : 6 millions de dollars
- Pays d'origine :  États-Unis
- Langue originale : anglais
- Genre : policier
- Durée : 107 minutes
- Dates de sortie[1] :
  -  Allemagne : 13 mars 2014
  -  États-Unis : 14 mars 2014
  -  France : 14 mars 2014 (en VOD)

## Distribution

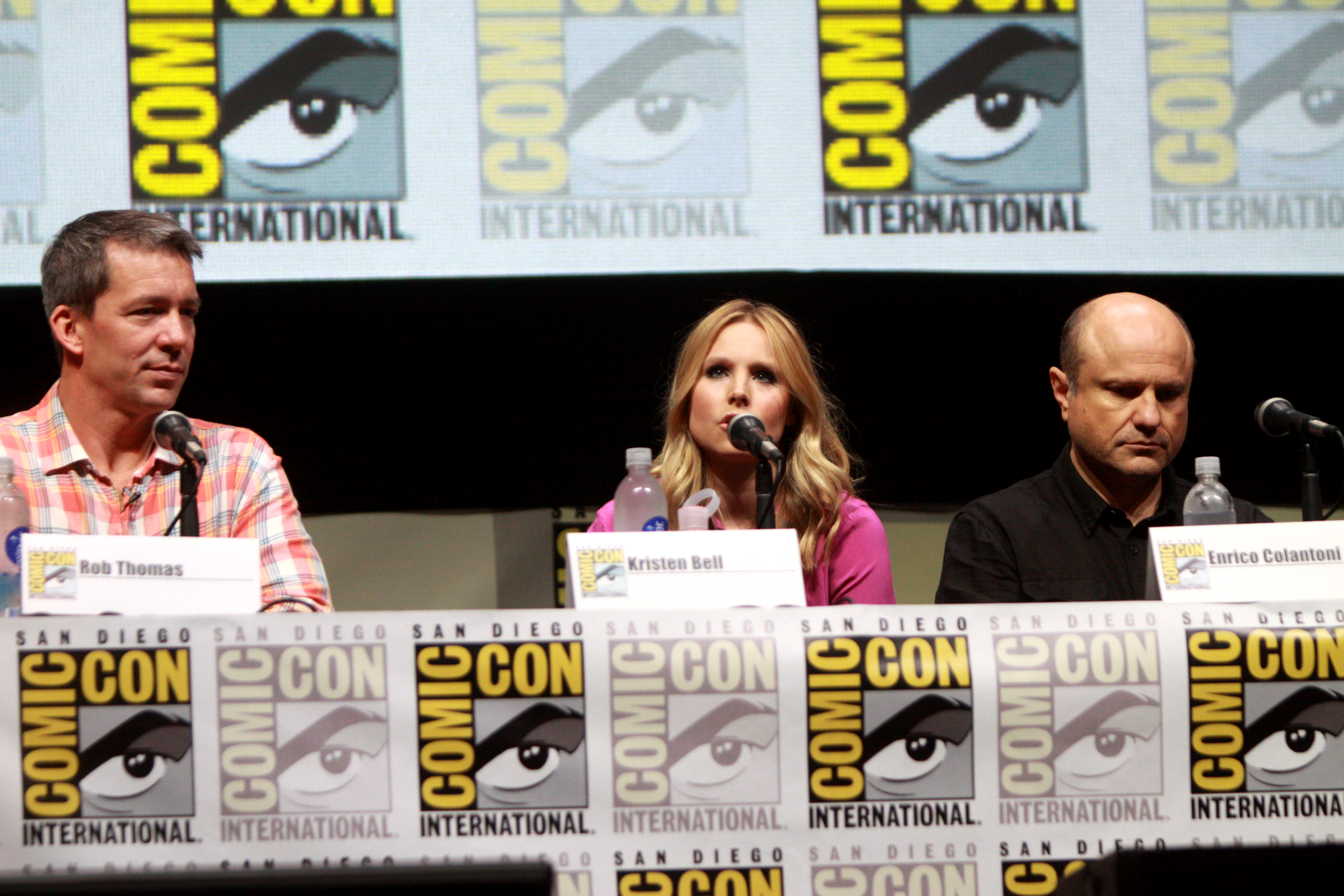
Le réalisateur Rob Thomas et les comédiens Kristen Bell et Enrico Colantoni au Comic-Con de San Diego, en 2013.

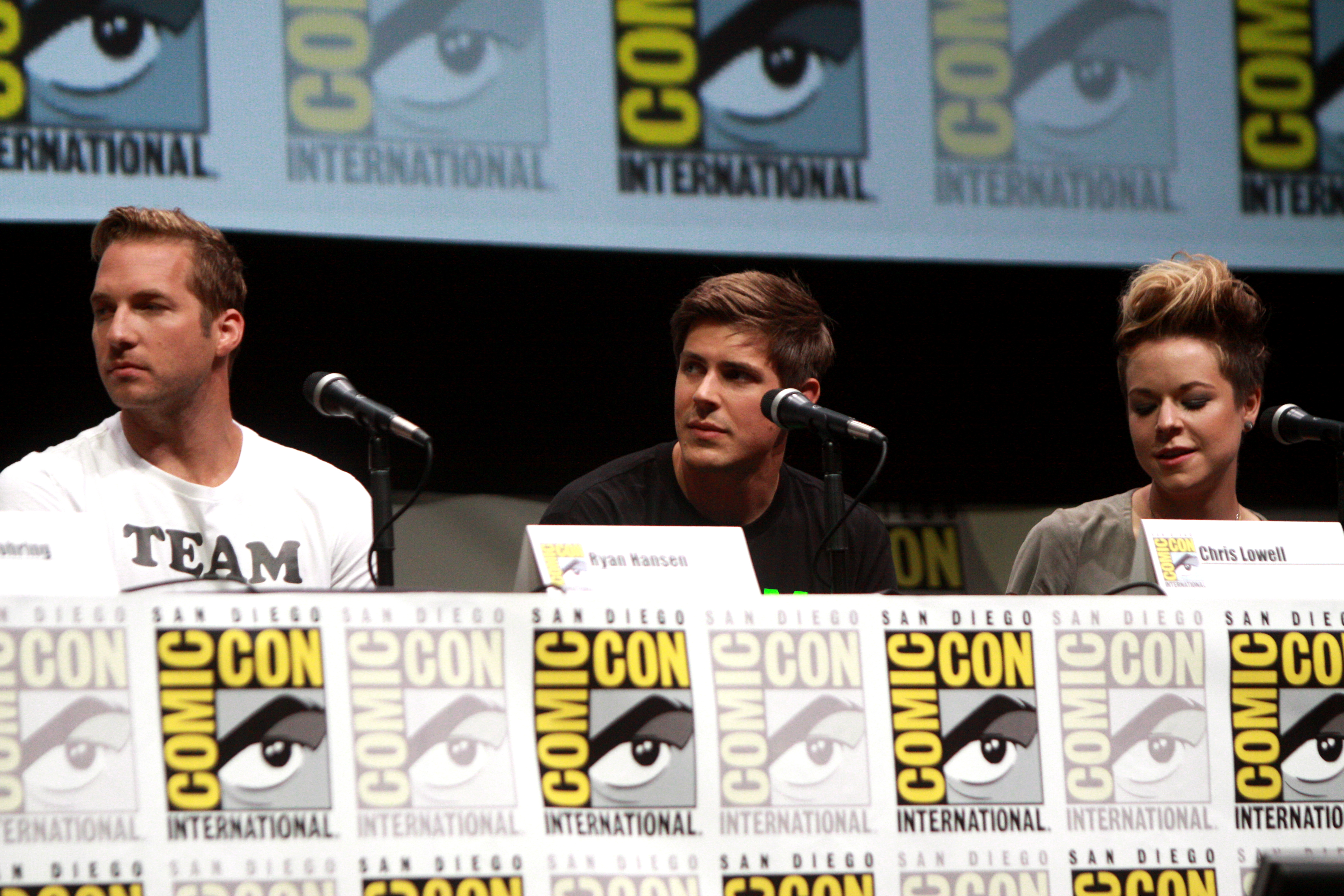
Ryan Hansen, Chris Lowell et Tina Majorino, également au Comic-Con.

- Kristen Bell (VF : Laura Préjean) : Veronica Mars
- Enrico Colantoni (VF : Thierry Kazazian) : Keith Mars
- Jason Dohring (VF : Charles Pestel) : Logan Echolls
- Ryan Hansen (VF : Julien Allouf) : Dick Casablancas
- Tina Majorino (VF : Élodie Ben) : Cindy « Mac » Mackenzie
- Francis Capra (VF : Axel Kiener) : Eli « Weevil » Navarro
- Percy Daggs III (VF : Yoann Sover) : Wallace Fennel
- Chris Lowell (VF : Jonathan Amram) : Stosh « Piz » Piznarski
- Ken Marino (VF : Olivier Cordina) : Vinnie Van Lowe
- Krysten Ritter (VF : Gaëlle Le Fur) : Gia Goodman
- Gaby Hoffmann : Ruby Jetson
- Christine Lakin : Susan Knight
- Sam Huntington (VF : Hervé Rey) : Luke Haldeman
- Max Greenfield (VF : Adrien Antoine) : Leo D'Amato
- Daran Norris (VF : Marc Bretonnière) : Cliff McCormack
- Brandon Hillock (VF : Philippe Siboulet) : le shérif adjoint Sacks
- Kevin Sheridan (VF : Didier Cherbuy) : Sean Friedrich
- Amanda Noret (VF : Caroline Victoria) : Madison Sinclair
- Martin Starr (VF : Benjamin Pascal) : Stu « Cobb » Cobbler
- Jonathan Chesner (VF : Christophe Lemoine) : Corny
- Eddie Jemison (VF : Patrice Dozier) : J. C. Borden
- Andrea Estella (VF : Delphine Braillon) : Carrie Bishop alias Bonnie DeVille
- Jerry O'Connell (VF : Thierry Wermuth) : le shérif Daniel « Dan » Lamb, frère de Don Lamb[2]
- Ingo Neuhaus (VF : Jean-Alain Velardo) : l'adjoint Beefy
- Jamie Lee Curtis (VF : Véronique Augereau) : Gayle Buckley[3] (caméo)
- Eden Sher : Penny[3] (caméo)
- Justin Long (VF : Tony Marot) : un homme alcoolisé[4] (caméo)
- Ryan Lane : le concitoyen demandeur[3] (caméo)
- Dax Shepard (aucun dialogue) : le vantard en discothèque[3] (caméo)
- Dave Allen : le vieux rockeur[3] (caméo)
- James Franco (VF : Anatole de Bodinat) : lui-même[5] (caméo)
- Ira Glass (VF : Bernard Lanneau) : lui-même[3] (caméo)

Sources et légende : version française (VF) sur RS Doublage et selon le carton du doublage français sur le DVD zone 2.

## Production

### Développement
En juin 2007, quelques semaines après l'arrêt de la série aux États-Unis, Rob Thomas évoque la possibilité de continuer l'aventure sous forme de comics ou d'un film. Plus d'un an plus tard, le créateur de Veronica Mars est en pleine création d'une nouvelle série intitulée Cupid mais déclare cependant : « dès que j'ai un peu de temps libre, je m'en occupe. Je veux en faire une priorité ! J'en ai d'ailleurs déjà parlé avec Joel Silver, coproducteur de la série ».
En septembre 2008, le projet semble se concrétiser notamment en raison de l'influence de Joel Silver auprès de Warner Bros. et de la motivation de Kristen Bell pour reprendre son rôle. Entertainment Weekly dévoile alors que l'intrigue pourrait reprendre après la saison 3 en ignorant le court-métrage censé introduire la saison 4 jamais produite (dans lequel Veronica intégrait le FBI). En mars 2009, Rob Thomas raconte : « J'ai présenté l'histoire à Joel Silver. Il semble avoir vraiment apprécié ce que je lui en ai dit. J'attends de savoir s'il va réussir à convaincre les dirigeants de Warner Bros. de se lancer dans l'aventure. S'ils disent non, c'est fini, car le studio détient les droits. Je ne pourrais pas faire le film en dehors de ce studio ». Cependant, en juillet 2009, il est révélé que la Warner n'a pas donné son accord pour le film et que le projet est donc abandonné.
En avril 2010, Rob Thomas déclare cependant à Entertainment Weekly que ce « n'est pas mort. Je veux toujours le faire. C'est drôle, parce que les rumeurs ont enflé. Kristen Bell a dit à quelqu'un que j'avais écrit un scénario, et ce n'était pas vrai. J'ai bien une idée et un pitch, que j'ai bien envoyés à Warner Bros. et Joel Silver (...) Je pense qu'ils ont fait l'une de leurs études de marque car, en gros, ils m'ont dit : “On ne sait pas si l'on peut faire de l'argent avec ça”. Donc, cela a été mis en attente. Mais, je veux toujours le faire ». En septembre 2010, Kristen Bell évoque les réticences de la Warner à produire le film, le studio étant persuadé que le film n'aura pas de public. L'actrice incite cependant les fans de la série à montrer leur intérêt pour le projet sur les réseaux sociaux.
Le 13 mars 2013, Le scénariste Rob Thomas et l'actrice Kristen Bell ont lancé une campagne Kickstarter afin d'établir le financement participatif (crowdfunding) du film tiré de la série. Rob Thomas espère alors récolter 2 millions de dollars de dons, soit la somme la plus importante jamais demandée par un projet de film via Kickstarter. Le projet est lancé vers 16h (heure de Paris) sur Kickstarter. En cas de succès, le film Veronica Mars pourrait entrer en phase de tournage dès l'été 2013 pour une sortie début 2014, affirme Rob Thomas. L'objectif fut atteint en moins de onze heures et à peine vingt-quatre heures plus tard, le projet a reçu près de 3,3 millions de promesses de dons, une somme record qui dépasse déjà les attentes de Rob Thomas.
En avril 2013, alors que le projet se concrétise, Rob Thomas annonce que Jason Dohring reprendra son rôle de Logan Echolls et que l'intrigue pourrait tourner autour de lui.

### Attribution des rôles
Initialement prévue pour reprendre son personnage de Carrie Bishop, Leighton Meester ne participe finalement pas au film en raison du tournage de sa série télévisée Gossip Girl. Elle est alors remplacée par Andrea Estella, chanteuse du groupe Twin Sister.

### Tournage
Le tournage débute le 17 juin 2013 à Los Angeles et s'est terminé le 23 juillet 2013.

## Sortie
Aux États-Unis, le film sort dans un nombre restreint de salles le 14 mars 2014. En France, il sort le même jour, mais seulement en vidéo à la demande.

## Bande originale

### Original Motion Picture Score
La musique originale du film est composée par Josh Kramon, qui avait déjà travaillé sur les trois saisons de la série.
Liste des titres
1. Opening-Female Private Eye (Veronica's Theme) (2:58)
2. Job Interview (1:05)
3. Police Corruption (1:17)
4. The Return of Veronica Mars (2:21)
5. Homicide (1:30)
6. Logan Flashback (1:57)
7. Ruby's Apartment (1:41)
8. The Day Carrie Died (1:19)
9. Weevil Shot (0:46)
10. Veronica Arrested (0:57)
11. Crash (2:21)
12. Walk to Franco (Addict Theme) (0:28)
13. Boat Discovery (1:38)
14. On the Roof Part One (1:52)
15. On the Roof Part Two (2:18)
16. Sheriff Lamb Punked (0:48)
17. Gia Flashback (1:52)
18. In the Basement (2:16)
19. Addict Theme (0:58)

### Original Motion Picture Soundtrack
En plus des compositions de Josh Kramon, un album contenant les chansons du film est édité par le label WaterTower Music le 4 mars 2014.
Liste des titres
1. We Used To Be Friends – Alejandro Escovedo
2. Go Captain and Pinlighter – Emperor X
3. Holding My Breath – Mr. Twin Sister
4. All Around and Away We Go – Mr. Twin Sister
5. Criminal – ZZ Ward (ft. Freddie Gibbs)
6. Chicago – Sufjan Stevens
7. Stick Up – Max
8. Never Give In – Mackintosh Braun
9. Prosthetic Love – Typhoon
10. You'll Never Find Another Love like Mine – Lou Rawls
11. Second Chances – Gregory Alan Isakov
12. We Used To Be Friends – The Dandy Warhols
Titre bonus pour l'édition digitale
13. Mug Shot – Max

## Accueil

### Critique
Sur l'agrégateur américain Rotten Tomatoes, le film récolte 75 % d'opinions favorables pour 102 critiques.
Sur Metacritic, le film obtient la note de 61⁄100 pour 34 critiques.
Sur AlloCiné, le film obtient une note de 4,3 pour 366 notes.

### Box-office
Le film, sorti dans certaines salles américaines le 14 mars 2014, rapporte 2 millions de dollars pour son premier week-end d'exploitation.

## Suite
Le 13 mars 2014, Variety révèle que Kristen Bell est partante pour participer à une suite, bien qu'elle ne soit pas officiellement annoncée.
Rob Thomas évoque lui aussi cette suite et envisage de s'inspirer du film Chinatown de Roman Polanski (1974) : « J'aimerais essayer d'écrire Chinatown avec Veronica Mars en son centre ».
Une saison 4 de 8 épisodes voit finalement le jour en 2019 sur la plateforme de vidéo à la demande Hulu.